# Лоракс (мультфильм, 2012)
«Ло́ракс» (англ. Dr. Seuss’ The Lorax — «Лоракс Доктора Сьюза») — американский полнометражный анимационный фильм 2012 года режиссёров Криса Рено и Кайла Балды, снятый по мотивам одноименной детской книги Доктора Сьюза. Фильм получил ограничение 0+.

## Сюжет
За стенами не осталось ни одного живого дерева — даже они сделаны из пластика. Эти деревья не вырабатывают кислород, но имеют необычайные возможности — светятся, воспроизводят музыку и др. Двенадцатилетний мальчик Тед, по желанию своей подруги Одри, в которую он влюблён, пытается найти хотя бы одно настоящее дерево. По совету своей бабушки, он выезжает за город, чтобы найти Находкинса, живущего там в своём одиноком доме. Тот рассказывает мальчику, что это он и виноват в исчезновении деревьев — когда-то на месте теперь опустошённой равнины была чудесная долина, в которой росло множество деревьев и жило множество зверей; туда в молодости Находкинс приехал, чтобы, срубая растущие там деревья, использовать их листья для создания изобретённого им универсального изделия — «Всемнужки» (Thneed).
Срубив первое дерево, он вызывает лесного духа — Лоракса — выглядящего, как волосатый и усатый зверёк или, как его назвал Находкинс, «мохнатая фрикаделька». Тот сначала пытается остановить Находкинса силой, однако потом просто берёт с него клятву, что тот не будет срубать деревья, а просто сорвёт с них листья. С ростом популярности «Всемнужки», однако, родственники, приехавшие «помочь» Находкинсу, уговаривают его начать срубать деревья. Находкинс богатеет, и со временем во всей долине не остаётся ни одного дерева. Его родственники после этого уезжают из-за того, что Находкинс больше не получает прибыли, а Лоракс уводит зверей из долины и улетает сам, оставив на камнях надпись «Если только».
Эту историю Находкинс передаёт Теду в течение нескольких дней. Об этом узнаёт О’Хара — владелец компании, выпускающей чистый воздух в бутылках, которому невыгодно появление деревьев, так как растения очищают воздух «бесплатно». Он угрожает Теду, пытаясь заставить того перестать выезжать за город, однако Тед дослушивает историю и получает от Находкинса последнее семя живого дерева, называемого трюфельным деревом. О’Хара пытается помешать мальчику посадить его, привлекая на помощь жителей, которым говорит о выдуманном вреде деревьев, но Теду удаётся склонить их на свою сторону. Он сажает семечко в центре города, и вскоре вся долина вновь зацветает, а Находкинс впервые за много лет выходит из дома и видит возвращающегося Лоракса, который хвалит его за то, что он в конце концов загладил свою вину перед природой, и они вместе, смеясь, уходят в дом.

## Роли озвучивали
| Актёр         | Роль                     |
| ------------- | ------------------------ |
| Дэнни де Вито | Лоракс                   |
| Зак Эфрон     | Тэд                      |
| Тейлор Свифт  | Одри                     |
| Бетти Уайт    | Бабуля Норма             |
| Эд Хелмс      | Находкинс                |
| Роб Риггл     | магнат Алоиз О’Гер       |
| Дженни Слейт  | Мать Тэда                |
| Билл Фармер   | второстепенные персонажи |
| Джесс Харнелл | второстепенные персонажи |

## Производство
Идея сделать анимационный фильм по книге «Лоракс» исходила от Одри Гайзель — жены доктора Сьюза. Она обратилась к своему знакомому Крису Меледандри, продюсеру проекта «Хортон». Тот одобрил задумку, и в 2009 году появилась официальная информация о работе над фильмом.
Меледандри был назначен продюсером, а Гайзель — исполнительным продюсером проекта. Режиссерами стали Крис Рено и Кайл Балда, а сценаристами — Синко Пол и Кен Даурио, написавшие сценарий к мультфильму «Хортон».
Авторы фильма следовали традиции иллюстрирования книги, где рассказывающий историю Находкинс показывается лишь через руки и глаза, но решили сделать его живым персонажем в прошлом, когда он молод и его характер только развивается. Не указываемый в книге слушатель истории Находкинса стал мальчиком по имени Тед, с намёком на автора, Теодора Гейзеля.
В 2010 году к проекту присоединился Дэнни де Вито, который озвучил персонаж Лоракса не только на английском, но и на испанском, итальянском, немецком и русском языках. Не зная иностранных языков, но желая передать верные интонации, де Вито специально изучал фонетику этих языков.
Над созданием мультфильма трудились специалисты французской студии Illumination Mac Guff, купленной компанией Illumination летом 2011 года.
«Лоракс» стал четвёртым по счету мультфильмом, основанным на книге доктора Сьюза.

## Прокат
В США и Канаде релиз фильма состоялся 2 марта 2012 года, в 108 день рождения Доктора Сьюза. Дэнни Де Вито, озвучивший заглавного персонажа не только в оригинальной версии, но также и в испанской, итальянской, немецкой и русской, лично представлял мультфильм в Берлине (5 марта 2012 года), Москве (6 марта 2012 года), Мадриде (8 марта 2012 года) и Риме (9 марта 2012 года).
Фильм собрал 214,4 млн долларов в Северной Америке и 134,8 млн долларов в других странах, на общую сумму 349,2 млн долларов по всему миру.

## Критика
Согласно агрегатору рецензий Rotten Tomatoes, рейтинг одобрения мультфильма составляет 54 % на основе 157 обзоров со средней оценкой 5,9 из 10. Консенсус сайта гласит: «„Лоракс“ достаточно мил и забавен, но моральная простота книги теряется на фоне сумасшедших голливудских постановочных ценностей».